# Institution du Mérite militaire
L'institution du Mérite militaire est une décoration militaire française créée le 10 mars 1759 par le roi Louis XV pour récompenser les officiers protestants au service de la France.

## Description
L'institution a été créée en imitation de l'ordre royal et militaire de Saint-Louis, dont les buts étaient les mêmes mais qui était réservé aux catholiques. L'armée française de l'Ancien Régime entretenait en effet de nombreux régiments de mercenaires étrangers, surtout suisses et allemands, dont les officiers étaient le plus souvent protestants. C'est pour exciter le zèle de ces officiers que le lieutenant-général Maurice de Courten, Suisse catholique, a lancé l'idée d'une décoration pour les protestants. L'institution n'était pas un ordre royal, puisqu'elle n'avait pas de cérémonies religieuses ni de grand maître ; les militaires décorés devaient toutefois prêter un serment de fidélité au roi.
L'institution était divisée en trois degrés, qui reçurent rapidement les noms informels de chevalier, commandeur et grand-croix. Ces titres ne furent officialisés qu'en 1785. Le nombre de 1er degrés n'était pas limité, celui du 2e l'était à quatre et celui du 3e à deux. Il fallait pour intégrer l'institution compter 18 ans de services pour les colonels, 20 pour les lieutenants-colonels, 22 pour les majors ou 28 pour les officiers subalternes.
La croix était comparable à celle de l'ordre de Saint-Louis, sauf pour le médaillon central où une épée remplaçait l'effigie de Saint Louis. La devise était Pro virtute bellica (pour les vertus guerrières). Le ruban de l'ordre était bleu foncé.
L'institution fut réunie à l'ordre de Saint-Louis en 1791 sous le nom de Décoration militaire. La décoration militaire fut supprimée en 1792 mais Louis XVIII nomma des chevaliers en exil. L'institution fut rétablie en 1814 et destinée à tous les officiers non catholiques des armées. Elle fut principalement attribuée à des protestants mais le chef musulman des mamelouks de la garde royale fut également décoré. À partir de 1814, le ruban de l'institution fut le même que celui de l'ordre de Saint-Louis.

## Distinction

Port des insignes de l'institution du Mérite militaire.

| Chevalier | Commandeur | Grand-croix |
| --------- | ---------- | ----------- |
|           |            |             |
|           |            |             |